# Église Notre-Dame-de-l'Assomption de Vinaròs
L'église Notre-Dame-de-l'Assomption (en espagnol : iglesia de Nuestra Señora de la Asunción) est un lieu de culte catholique du XVIe siècle situé au centre de la commune de Vinaròs, et est le siège d'une paroisse et d'un archiprêtré du diocèse de Tortosa. Il s'agit d'une église fortifiée de style gothique-renaissance avec un portail baroque.

## Histoire
Située entre deux anciennes entrées de la ville, le portal d'Amuntet le portal d'en Borràs, dans la zone nord, l'église-forteresse remplace une partie de la muraille. L'église précédente, également fortifiée, était située en face, sur l'emplacement occupé actuellement par la mairie.
La croissance de la population a exigé la construction d'un édifice plus ample. La construction de l'église a commencé le 31 mars 1586 et, pratiquement achevée, elle a été consacrée le 24 décembre 1597. 
Les architectes étaient Marc Valsánchez et Joan Frigafont.
Au XVIIe siècle, on a commencé la construction de la tour-clocher, de caractère défensif, la fin intervenant en 1660. 
Le 13 novembre 1657, ont commencé les travaux de construction de la Chapelle de la Communion, adossée à l'église du côté droit. Les travaux se sont terminés le 15 août 1667. 
Le 2 mai 1698, a été fait l'appel d'offre pour la construction d'un portail correspondant à la catégorie de l'église ; le marché a été adjugé aux maîtres Vinyes, Mir et Eugenio Guilló. Les travaux se sont achevés trois ans plus tard.
Durant les guerres carlistes au XIXe siècle, on a renforcé le caractère défensif de l'édifice. Au début du XXe siècle, on a couvert les pilastres de pierre avec des stucs imitant le marbre et on a modifié les fenêtres par des arcs en ogive. 
Durant la guerre civile, tout l'intérieur a été détruit.

## Description
L'extérieur, avec des murs renforcés par des talus, sans ouvertures et couronnés par un muret avec des meurtrières et des échauguettes dans les coins, remplit parfaitement la double fonction de temple et de forteresse, avec un aspect austère seulement allégé par les portails.
L'église comporte une nef unique avec des chapelles latérales entre les contreforts et qui ne communiquent pas. Le chevet contient la sacristie. 
Sur de gros contreforts qui définissent les chapelles, repose une voûte d'ogive légèrement brisée, divisée en six travées par des arcs-doubleaux. L'abside polygonale est couverte par une voûte d'ogives à six quartiers, typique du gothique tardif valencien. 
La Chapelle annexe de la Communion, de style baroque, possède un plan double de croix grecque, dont les côtés étroits sont conçus comme des autels réduits. 
Le chœur est couvert par une coupole sur tambour, couronnée par une lanterne, qui repose sur quatre arcs.

### Portails

#### Portail principal

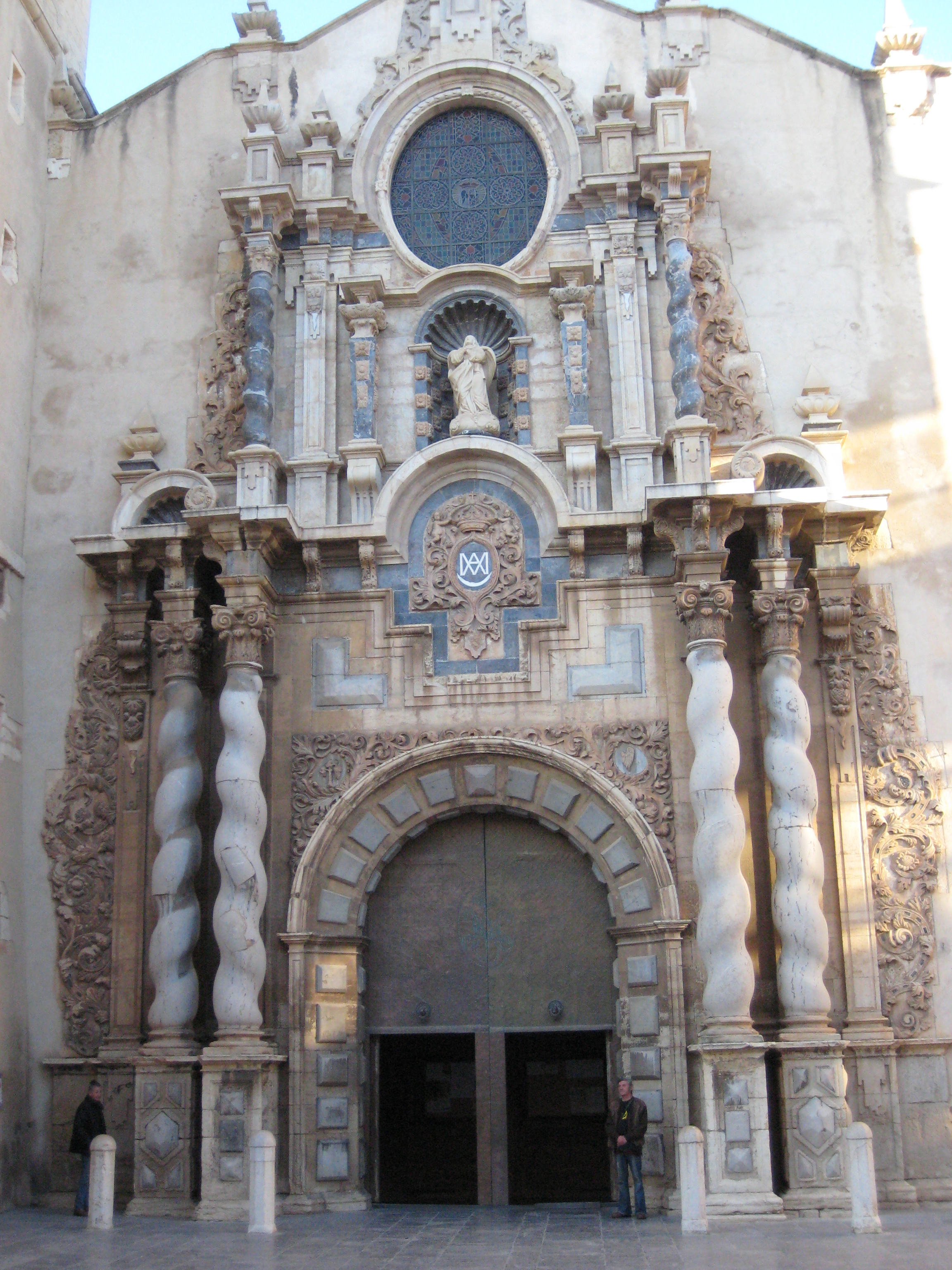
Portail baroque de l'église.

La façade principale baroque a été construite entre les années 1698 et 1702, formant un exemple de façade-retable. Cette façade est divisée en deux corps, un inférieur, pesant et solide, et l'autre supérieur stylisé. Flanquant le portail, dont les jambages et l'intrados présentent des bossages rectangulaires, s'élèvent, sur une base élevée, deux paires de colonnes torses libres, surmontées par des chapiteaux corinthiens de type roman. Des deux côtés, et comme finition extérieure, on trouve un pilastre adossé. 
Le corps supérieur s'élève sur une corniche faisant saillie, qui en arrivant au centre de la façade, s'interrompt pour former un arc qui encadre l'anagramme marial. Au-dessus de cet arc s'ouvre une niche qui abrite la statue de l'Assomption, œuvre du maître Serrano, flanquée des deux côtés par des colonnes torses, deux pilastres et deux colonnes diminuées, chacun de ces éléments reposant sur des bases de style différent. Ce second corps est couronné par une autre corniche qui forme une arche au centre pour abriter un oculus, surmontée par quatre bases avec des pinacles.

#### Portail latéral

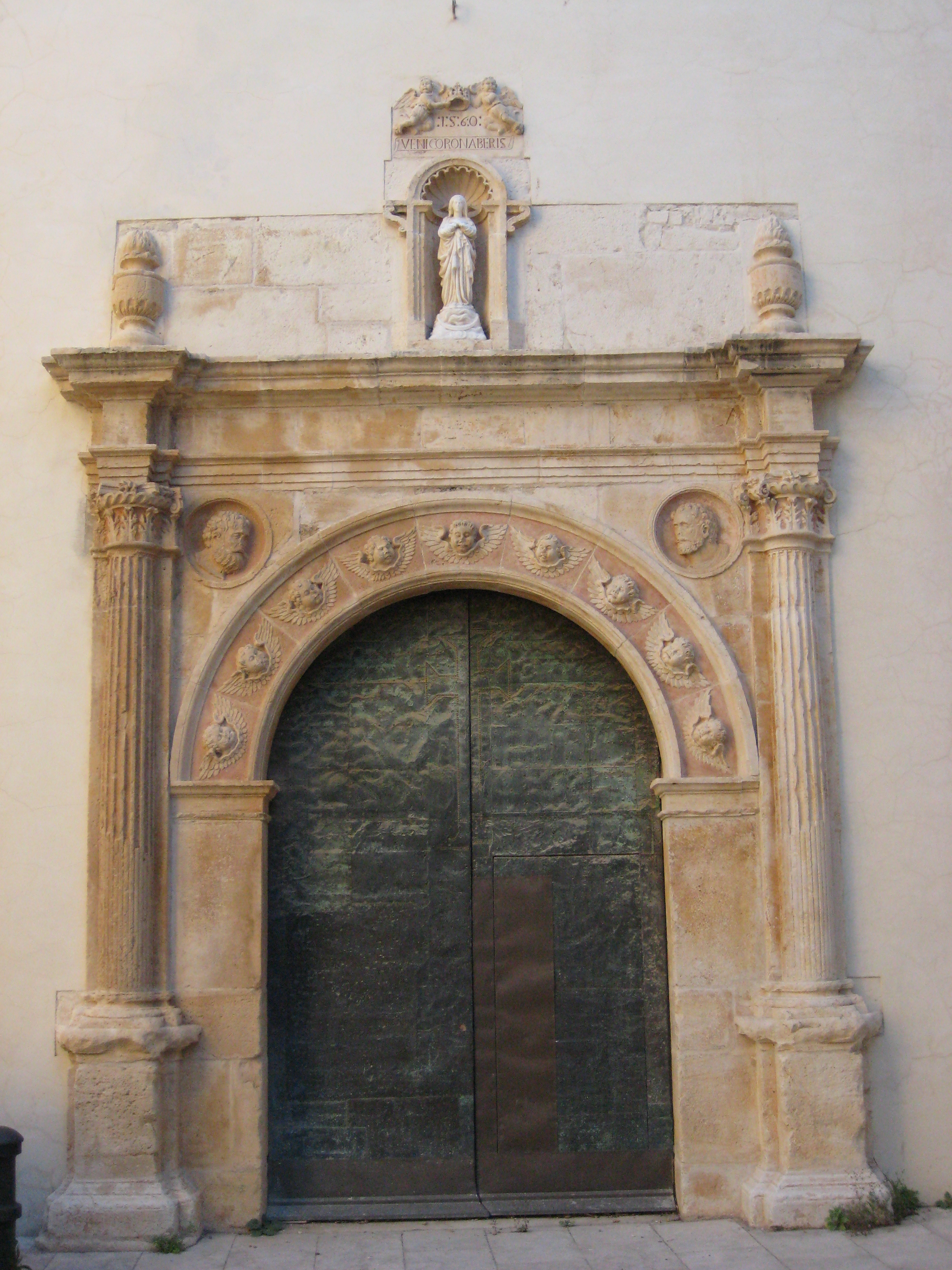
Portail latéral.

Le portail latéral, de style Renaissance avec des influences du plateresque, est fait d'un arc à plein-cintre, les douelles étant décorées avec des chérubins ou putti d'une grande qualité sculpturale, et flanqué par des colonnes semi-adossées avec un fût cannelé et un chapiteau corinthien, et dans les écoinçons, deux médaillons avec les têtes de saint Pierre et saint Paul. Au-dessus de l'entablement, il y a une petite niche en forme de coquille avec la statue de la Mare de Déu, et par-dessus, une inscription, la date de construction du portail et deux anges qui soutiennent une couronne.

#### Portail de la Chapelle de la Communion

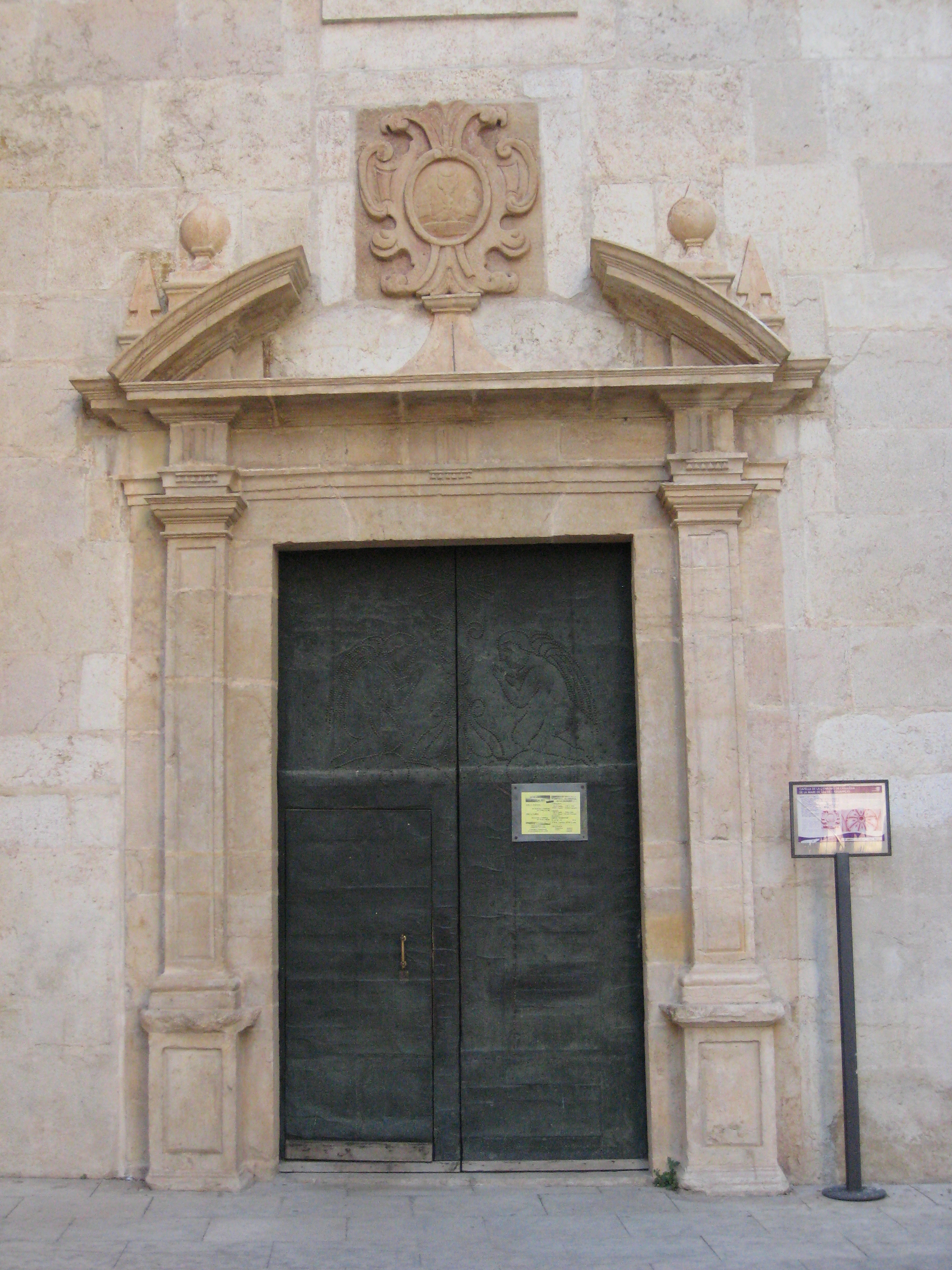
Portail baroque de la Chapelle de la Communion.

Le portail, clairement baroque, aux lignes simples, est composé de pilastres adossés qui supportent un fronton partagé.

### Tour-Clocher
La tour de plan carré et de 33 m de haut, comprend quatre corps, le premier renforcé par un talus et le supérieur, celui des cloches, avec deux ouvertures plein cintre allongées de chaque côté. Elle possède deux entrées, l'extérieure, qui était anciennement une fenêtre, et l'intérieure, qui est d'origine. Chaque corps possède une salle; ces salles sont reliées les unes aux autres par un escalier en colimaçon. La première est couverte par une voûte plein cintre, la seconde par une voûte en berceau, et la troisième et la quatrième par une voûte de croisée d'ogives.
La tour est construite en maçonnerie de pierre et mortier de chaux renforcée par des pierres de taille aux angles, à l'exception du quatrième corps, celui du clocher, qui est construit totalement en pierres de taille.

### Chapelles latérales
Les douze chapelles ont perdu leur mobilier durant la guerre civile et conservent seulement, dans certains cas, des panneaux de céramique du XVIIIe siècle. Dans le sens opposé des aiguilles d'une montre, en partant du fond de l'église, ces chapelles sont les suivantes :
- Sant Crist de la Pau. Conserve la clé originale, avec l'écu municipal.
- Mare de Déu del Carme.
- Sant Antoni de Pàdua.
- Sagrat Cor de Jesús, avant de Santa Anna, patronne de la confrérie des tisserands. À la base, il y a deux panneaux un en toile et un bois, représentant la confrérie.
- La Comunió. La chapelle, adossée à l'église avec une communication intérieure par la cinquième chapelle du côté droit, est formée par deux salles, de différentes époques. La première a un plan en croix et est couverte par une voûte en briques et a une coupole sur pendentifs et un lanternon. La seconde, ayant également un plan en croix, mais avec une orientation différente, est couverte par une voûte surbaissée.
- El Natzaré. Conserve la clé originale, avec l'écu de la ville.
- Mare de Déu del Roser, avant du Sant Rosari de Nostra Senyora. Conserve deux panneaux de céramique du XVIIIe siècle avec l'exaltation du nom de Marie, et la coupole, les pendentifs et les arcs conservent des fresques d'Eugeni Guilló. On remarque dans la coupole la Mère de Dieu intronisée avec Jésus offrant un rosaire aux dévots et aux fondateurs de l'Ordre des Prêcheurs, saint Dominique et sainte Catherine.
- Sant Josep. Sont conservés deux panneaux en céramique avec des éléments représentant la corporation des charpentiers, dont saint Joseph est le patron.
- Mare de Déu del Pilar, avant de la Transfiguració del Senyor. Les peintures de la voûte représentent la Transfiguration ou ascension au ciel de Jésus.
- La Puríssima, avant de la Immaculada Concepció de Maria.
- Jesús de Praga, avant de Sant Telm. Conserve la décoration en  stuc de la voûte et des murs latéraux.
- Pila Baptismal, avant de Sant Abdó i Sant Senén. Conserve un panneau de céramique avec la représentation d'une vigne, et la clé du XVIe siècle avec un Dieu le Père tout puissant ou Pantocrator.

## Protection
L'église a été déclarée Monument historico-artistique National le 14 octobre 1978, par le Décret Royal 2757/78, publié dans le BOE du 24 novembre 1978.

## Galerie

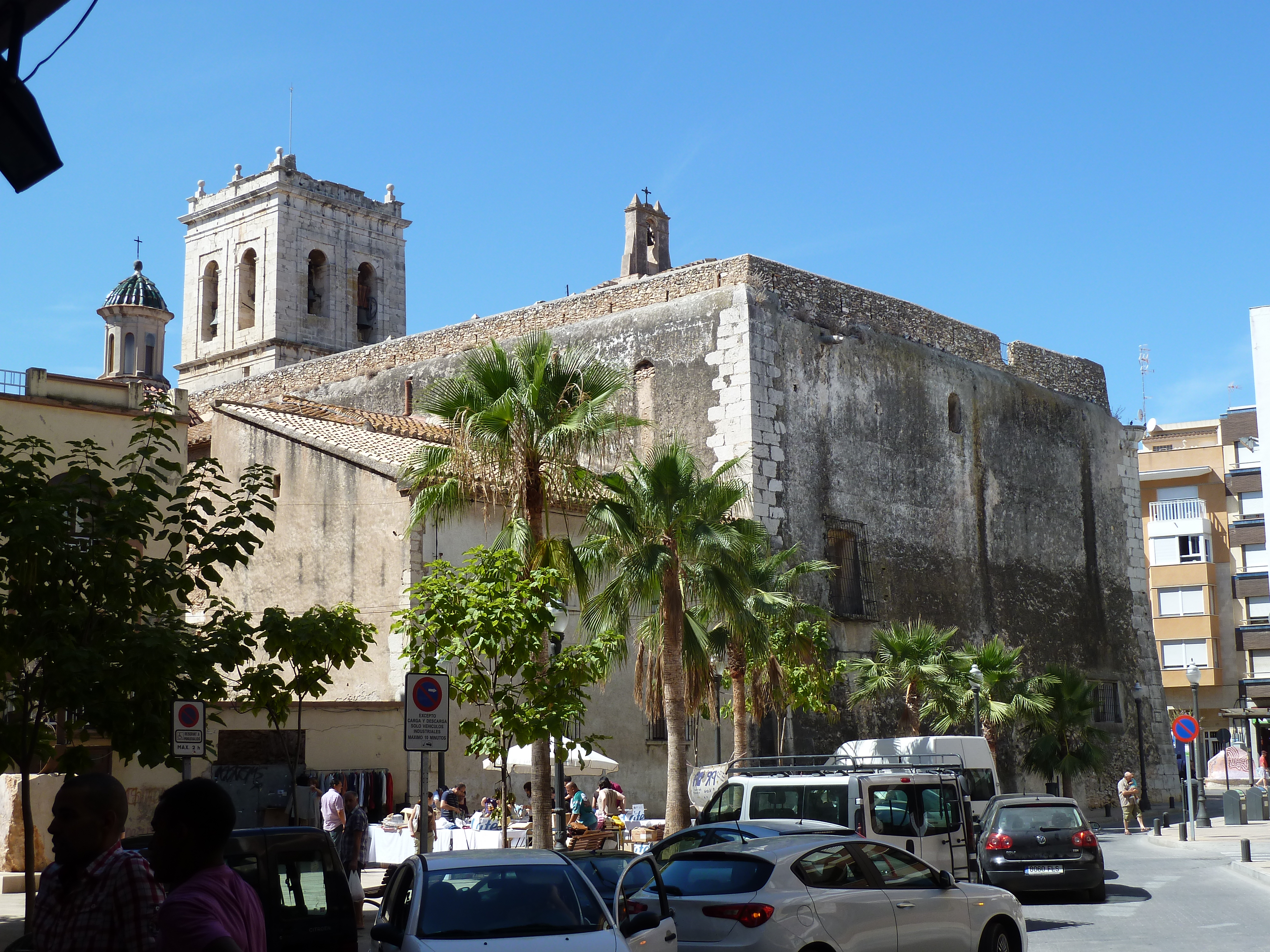
Chevet.
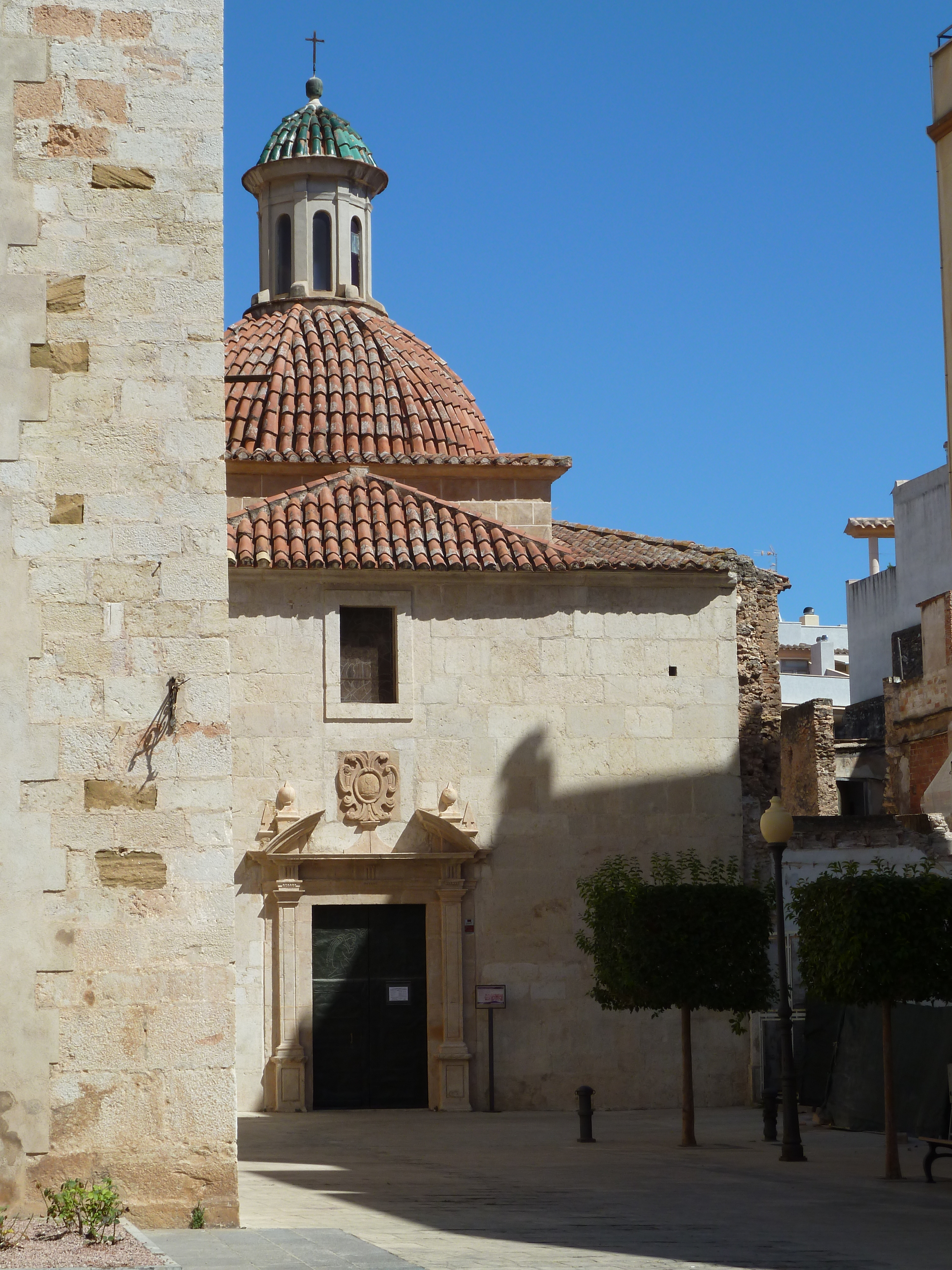
Chapelle de la Communion.
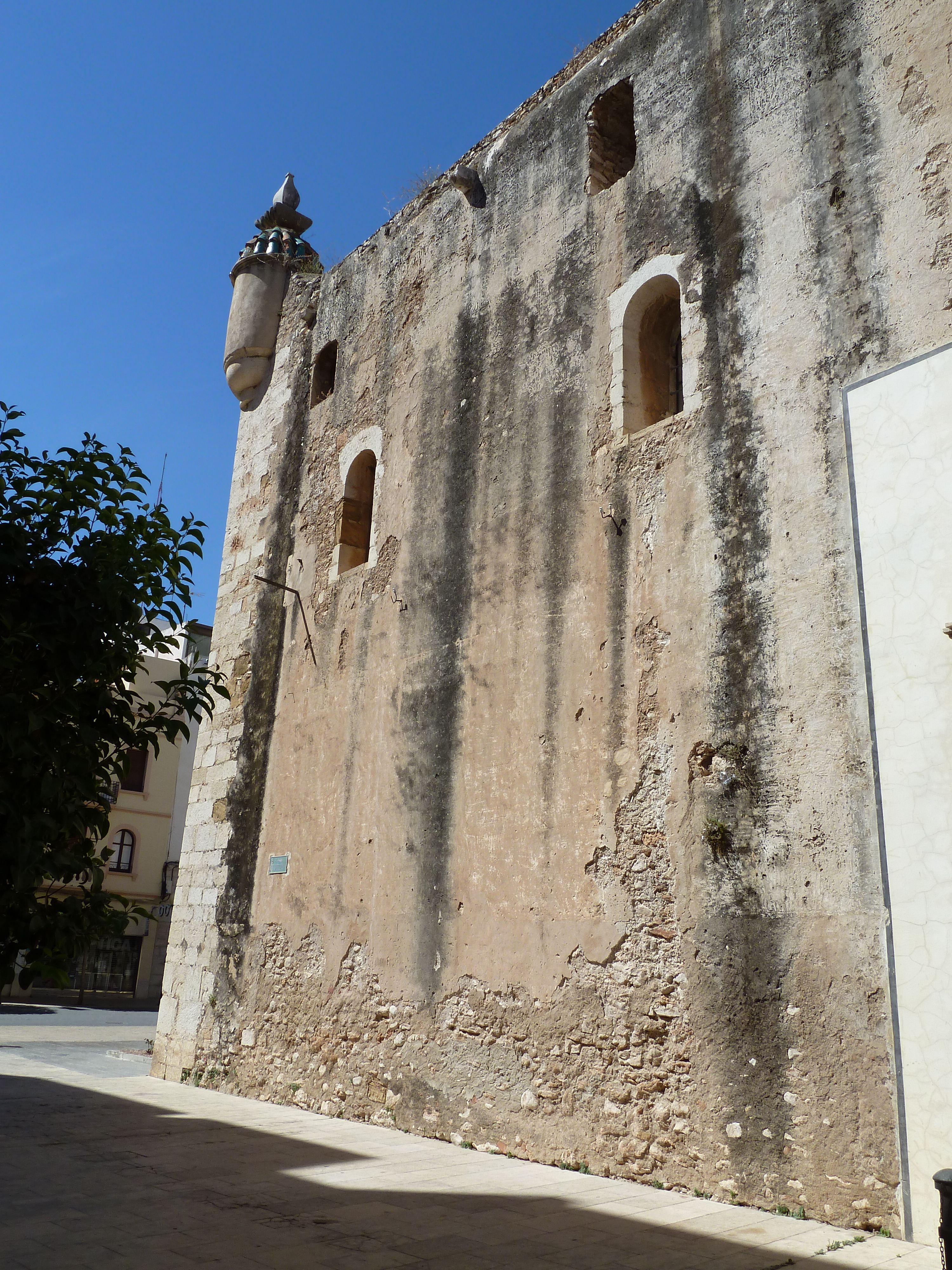
Mur extérieur et échauguette.
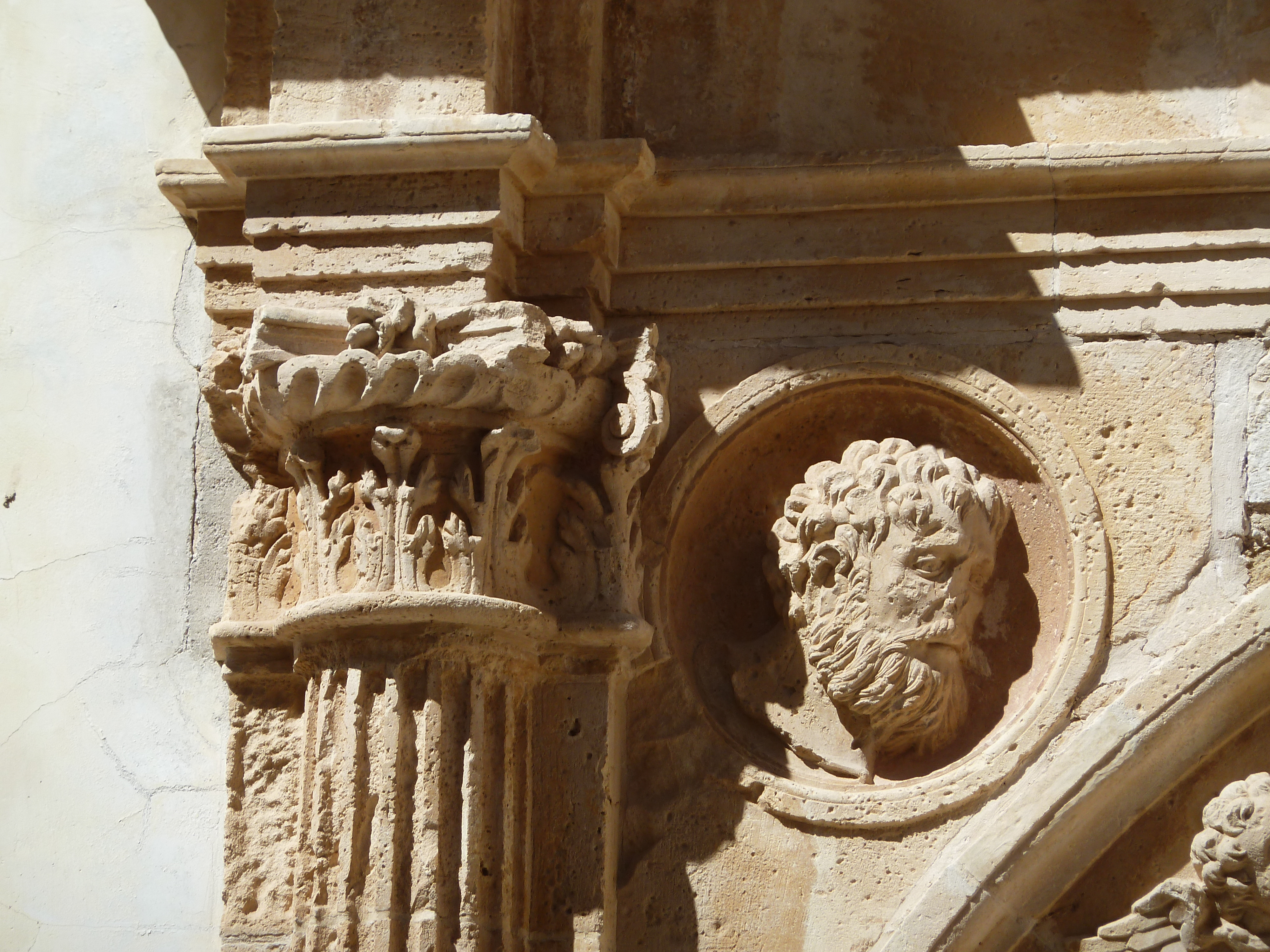
Saint Pierre.
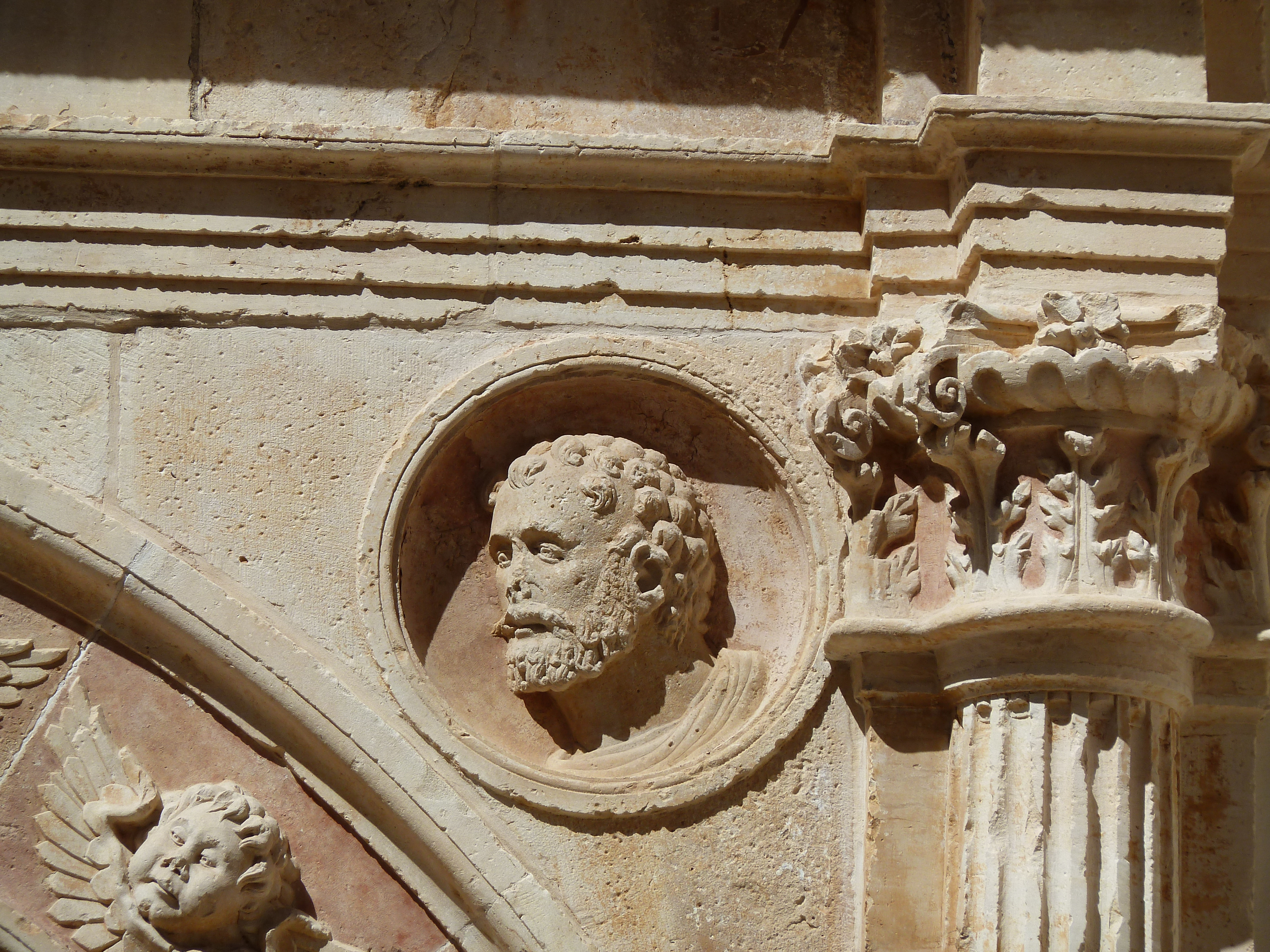
Saint Paul.

### Sources
- (es) Cet article est partiellement ou en totalité issu de l’article de Wikipédia en espagnol intitulé « Iglesia de Nuestra Señora de la Asunción (Vinaroz) » (voir la liste des auteurs).